# Taxi (quadrinhos)
Taxi é um romance gráfico de Gustavo Duarte, publicado de forma independente em 2010. O livro conta a história de um músico de jazz que esquece sua case no bar onde estava. Para voltar ao local, ele pega um táxi que é dirigido por um elefante, começando uma sequência de confusões. A história toda é desenvolvida sem balões de fala e foi impressa em formato quadrado, com tamanho semelhante aos antigos LPs. A apresentação na quarta capa foi escrita em português, inglês e espanhol pelos desenhistas Fábio Moon e Gabriel Bá. O primeiro lançamento o livro ocorreu na New York Comic Con, sendo posteriormente lançado em Buenos Aires e São Paulo. Em 2011, o livro ganhou o Troféu HQ Mix na categoria "melhor publicação independente edição única".